# کشتی را ترک نکن
کشتی را ترک نکن (انگلیسی: Don't Give Up the Ship) که در ایران با عنوانِ کشتی رو به باد نده دوبله و پخش شد، یک فیلم کمدی به کارگردانی نورمن تاروگ است که در سال ۱۹۵۹ منتشر شد.
در این فیلم، برای به‌تصویر کشیدنِ کشتیِ جنگیِ «کورنبلات» از «یواس‌اس ومن» استفاده شد.

## بازیگران
- جری لوئیس در نقش «جان پل استکلر اول»، «جان پل استکلر چهارم» و «جان پل استکلر هفتم»
- دینا مریل در نقش «ریتا بنسون»
- کلود ایکینز در نقش «ناسروان یکم فاربر»
- رابرت میدلتون در نقش «دریاسالار فیلو تکامسه بلاد»
- گیل گوردون در نقش «نمایندهٔ کنگرهٔ آمریکا»
- دایانا اسپنسر در نقش «ترابرت استکلر»
- میکی شانِزی در نقش «استن ویچینسکی»
- تونی راسل